# ولدمار کرنیگ
وُلدمار کِرنیگ (به انگلیسی: Woldemar Kernig) که بیشتر با نام ولادیمیر میخائیلوویچ کِرنیگ (روسی: Владимир Михайлович Керниг؛ ‏۲۸ ژوئن ۱۸۴۰ – ۱۸ آوریل ۱۹۱۷) شناخته می‌شود، عصب‌شناس و پزشک متخصص داخلی نامدار روسی-آلمانی بود که اکتشافات پزشکی‌اش موجب نجات جانِ هزاران نفر از مبتلایان به مننژیت شد. او بیشتر به خاطر کارهای پیشگامانهٔ خود در زمینه تشخیص بیماری‌ها شناخته شده است. نشانه کرنیگ به نام او نامگذاری شده است.

## منایع
1. ↑  Saberi, Asif; Syed, Saeed A. (July 1999). "Meningeal Signs: Kernig's Sign and Brudzinski's Sign" (PDF). Hospital Physician. Wayne, PA: Turner White Communications: 23–24. Archived from the original (PDF) on 21 March 2012. Retrieved 2012-12-05.